# Diferenciación logarítmica
En cálculo diferencial, la diferenciación logarítmica es un método usado para diferenciar funciones matemáticas compuestas por productos, cocientes y potencias empleando la derivada logarítmica de una función {\displaystyle f}.
{\displaystyle [\ln(f)]'={\frac {f'}{f}}\quad \rightarrow \quad f'=f\cdot [\ln(f)]'.}
La técnica se realiza a menudo en los casos en que es más fácil diferenciar el logaritmo de una función que la propia función en sí. Esto suele ocurrir en los casos en que la función de interés está compuesta por un producto de varias variables, por lo que una transformación logarítmica se basa en transformarla en una suma de variables separadas, lo cual resulta mucho más fácil de diferenciar.

## Descripción
Para una función
{\displaystyle y=f(x)\,\!}
la función logarítmica suele empezarse tomando el logaritmo natural o el logaritmo a la base e en ambos lados de la ecuación; recordando tomar valores absolutos:
{\displaystyle \ln |y|=\ln |f(x)|.\,\!}
después de derivar mediante el método de derivación implícita:
{\displaystyle {\frac {1}{y}}{\frac {dy}{dx}}={\frac {f'(x)}{f(x)}}.}
entonces se multiplica por {\displaystyle y} para eliminar el {\displaystyle {\dfrac {1}{y}}} y dejar solo el {\displaystyle {\dfrac {dy}{dx}}} en el lado izquierdo de la ecuación:
{\displaystyle {\frac {dy}{dx}}=y\times {\frac {f'(x)}{f(x)}}=f'(x).}